# Benoîte d'Origny
Benoîte d'Origny est une chrétienne martyrisée en 362 sur le Mont d'Origny aux environs de Saint-Quentin dans le département de l'Aisne.

## Historique
Benoîte d'Origny était la fille d’un sénateur romain et parente de Quentin, qui avait été martyrisé une cinquantaine d'années auparavant. Benoîte accompagnée de onze jeunes filles quitta Rome et alla en Gaule du nord pour vénérer la dépouille de son parent, et y accomplir sa mission apostolique. Après avoir passé les Alpes, elles passèrent par Lyon, Soissons, Laon, et Saint-Quentin (Augusta Viromanduorum). Là, elles se séparèrent afin d'évangéliser le Vermandois. Benoîte, accompagnée de Léobérie, alla à Origny où elle convertit la population. Le succès de ses prédications étant parvint au juge de la province, un dénommé Matrocle, il se transporta à Origny et fit comparaître Benoîte devant son tribunal. Refusant de renier sa foi, Benoîte fut condamnée au supplice du chevalet et fut battue de verges puis fut jetée en prison.
Pendant la nuit, que la Sainte passa en prières, un ange lui apparut qui la consola et l’encouragea ; puis cet envoyé divin guérit la martyre de ses profondes blessures, brisa les fortes chaînes qui attachaient la sainte à la muraille, fit tomber les portes de la prison et sortir resplendissante de santé la jeune vierge si horriblement mutilée peu de temps auparavant.
Instruit de ces faits, Matrocle, fit comparaître une nouvelle fois Benoîte et la condamna à mort. Devant la sérénité de Benoîte, Matrocle saisit une petite hache dont il frappa Benoîte sur le cou puis lui porta un second coup à la tempe. Ce martyre eut lieu le 8 octobre de l’an 362, sous le règne de Julien l'Apostat, au lieu-dit : « Les Arbres du Thil ».

## Culte des reliques
Le lieu de la sépulture de sainte Benoîte resta longtemps inconnu; mais le 26 mai 671, ces saintes reliques furent - suivant la tradition -
miraculeusement retrouvées, ensevelis dans un tombeau de pierre à l'endroit où fut construite par la suite l’église du Mont-d'Origny. Le corps de sainte Benoîte, après son « invention » fut, dit le Miroir d’Origny et transporté dans l’église d’Origny-Sainte-Benoite placée alors sous le vocable de saint Pierre. Mais selon un ancien manuscrit, les reliques de la Sainte ne furent transportées dans l’église du monastère que le 26 mai 876, On conserva pieusement la clochette avec laquelle la vierge appelait les fidèles et la petite hache qui, dans les mains du juge, avait terminé son martyre. 
Sur le lieu du martyre de Benoîte, une abbaye bénédictine fut fondée vers 854 par Pardule, évêque de Laon et la reine Hermentrude, femme de Charles le Chauve.

## Liens  externes
- Ressource relative aux beaux-arts :   - British Museum
- Notices d'autorité :   - VIAF
  - LCCN
  - GND
  - WorldCat
- Lire en ligne sur Gallica : Charles Gomart L'Abbaye d'Origny-Sainte-Benoite